# Katia Forbert Petersen
Katia Forbert Petersen (født 6. februar 1949 i Polen) er en polsk-dansk filmfotograf og instruktør, hun er datter af filmfotograf Wladyslaw Forbert.

## Filmografi
- Vejen er lang - om Kvindebevægelsens historie (2016) - B-fotograf
- Voldtægt som krigsvåben (2014) - Instruktion
- Tomme rum (film) (2008) - Produktion
- Mit iranske paradis (2008) - Instruktion
- Fuglen der kunne spå (2007) - Instruktion
- Lyd på liv (2006) - Instruktion
- Homulus spectaculus (2004) - Foto
- Bag bjergene (2004) - Instruktion
- Avation (2003) - Producer
- Det ulogiske instrument (2003) - Stills
- It's All Good (2003) - Producer
- 5 hjerteslag (2003) - Producer
- Når far og mor er klovne (2002) - Stills
- Min egen motorhest (2001) - Instruktion
- Gud - hvor er det svært (2001) - Foto
- Grevindens døtre (2001) - Foto
- En fremmed fugl (2000) - Foto
- von Triers 100 øjne (2000) - Instruktion
- Sut slut finale (1999) - Foto
- Tiden før øjeblikket (1999) - Instruktion
- Cecilies verden (1998) - Foto
- Man brænder da ikke præster (1997) - Foto
- Inuttut Oqaatsikka - mit sprog som menneske (1997) - Foto
- Krig er ikke for børn (1996) - Foto
- Go west (1996) - Foto
- To kvinder på en flod (1996) - Instruktion
- Mand med kamera (1995) - Instruktion
- Som fugle i bur (1994) - Foto
- Lasse Lasse lille (1993) - Foto
- Dreams & dreams (1993) - Foto
- Gud gav hende en Mercedes-Benz (1992) - Instruktion
- Gud ånder på øjet, når det græder (1991) - Foto
- Klar besked - en film om prævention (1991) - Foto
- Ønskebarn (1990) - Instruktion
- Frihed lighed stemmeret (1990) - Foto
- En gris efter mit hjerte (1990) - Instruktion
- En fremmed piges dagbog (1989) - Instruktion
- Gammeldansen (1989) - Foto
- Jako (1988) - Instruktion
- Musen og dansepigen (1988) - Foto
- Indvandrerkvinder 3 - Kvinde i eksil (1988) - Instruktion
- Mit søde barn (1987) - Instruktion
- Holografi (1987) - Foto
- En hård dags nat (1987) - Foto
- Jobtilbud i nazismens Tyskland (1986) - Fotograf
- Din daglige dosis (1986) - Fotograf
- Rødstrømper - en kavalkade af kvindefilm (1985) - Foto
- Johanne fra Daugbjerg (1985) - Instruktion
- Højt på en gren (1985) - Foto
- Forfilm Video Journalen 1985 (1985) - Foto
- Jeg vil ha' dig tilbage (1984) - Instruktion
- Betagelse Q-Q (1984) - Foto
- Midvinter, Masketid (1984) - Foto
- Forfilm 1984 (1984) - Foto
- Hærvejen (1983) - Foto
- Syv billeder fra Hærvejen (1983) - Foto
- Veras historie - en film om modstandskamp (1983) - Foto
- Teknik for dig og mig (1982) - Instruktion
- Bjerg Eivind og hans hustru (1982) - Foto
- Træerne og skovens folk (1981) - Foto
- En fugl under mit hjerte (1981) - Foto
- Jeg blir' så bange (1981) - Manus
- En uge uden smil (1980) - Instruktion
- Skal vi danse først? (1979) - Manus
- Plantagens lange skygger - En film om Sylvia Woods (1979) - Foto
- Sammen med Lena (1979) - Instruktion
- Anarkiets land (1979) - Foto
- Kvinde og job (1977) - Instruktion
- Christiania (1977) - Fotograf
- Havets lavvandsfauna (1976) - Instruktion
- Frihed er ikke noget man får, det er noget man tager (1976) - Foto
- Ta' det som en mand, frue (1975) - Foto
- Polske piger (1973) - Instruktion
- En husmor (1971) - Foto
- Vi leger hospital - 2. unit

## Eksterne Henvisninger
- Katia Forbert Petersen på Internet Movie Database (engelsk)
- Katia Forbert Petersen på Filmdatabasen
- Katia Forbert Petersen på danskefilm.dk
- Katia Forbert Petersen på danskfilmogtv.dk
- Katia Forbert Petersen på The Movie Database (engelsk)